# Адриан Лудвиг Рихтер
Адриан Лудвиг Рихтер (на немски: Adrian Ludwig Richter, 28 септември 1803 г. – 19 юни 1884 г.) е германски художник и офортист. От 1828 г. работи като дизайнер във фабриката за порцелан в Майсен, а от 1841 г. е професор и ръководител на ателие в Дрезденската академия на изкуствата. Негови картини са съхранявани в Дрезденската и Берлинската галерии. Една от най-известните му картини е Брачно шествие през пролетта от 1847.

## Галерия
- В Общомедия има медийни файлове относно Адриан Лудвиг Рихтер